# Percy Lau
Percy Alfred Lau (Arequipa, 1903 — Río de Janeiro, 1972) fue un ilustrador y dibujante peruano radicado en Brasil. Retrató todos los tipos y aspectos de Brasil y sus dibujos con pluma de ave poseen una técnica y precisión inigualadas hasta la actualidad debido al detalle de las sombras, la cantidad de elementos en los cuadros y la composición de las escenas. Ganó el Prémio Jabuti 1964 por sus ilustraciones de la obra Santa Maria do Belém, Grão Pará.
Contratado por el IBGE para ilustrar sus libros, recorrió Brasil de norte a sur estudiando paisajes y tipos humanos, registrando las costumbres de la vida del interior, fijando en imágenes los hábitos regionales, el folclore, el comportamiento del pueblo brasileño y lo cotidiano en varios ciudades y pueblos.
Su trabajo forma parte de la colecciónd el Museo Nacional de Bellas Artes de Brasil que posee grabados, dibujos, tapas de libros y gran parte de la documentación iconográfica producido en sus más de 30 años de actividad en Brasil.>ref name="Liv"/>
Elaboró también las ilustraciones del libro "Vila dos Confins" de Mário Palmério, cuya acción sucede en el oeste mineiro en la década de 1950. Muchas de sus ilustraciones fueron también utilizadas en libros didácticos de geografía como los del profesor Aroldo de Azevedo.
En 1944, ilustró el libro "Arraial do Tijuco, Cidade de Diamantina", del profesor Aires da Mata Machado Filho, con paisajes de la ciudad.